# Jatinegara
Jatinegara (oude naam: Meester Cornelis) is een dichtbevolkt onderdistrict (kecamatan) in Jakarta Timur (Oost-Jakarta).
In het gebied, van minder dan elf vierkante kilometer, leven meer dan 260 duizend mensen. Het district kampong herbergt een markt voor lokale producten. Er zijn een halfedelstenen-bazaar, diverse moskeeën, boeddhistische tempels, hindoetempels, kerken, kantoorcomplexen en woonwijken zoals de wijken Utan Kayu, Kampung Melayu en Rawamangun. Tevens is er een treinstation.
Het is een arme sloppenwijk met een geregistreerde bevolkingsdichtheid van maximaal 36 duizend inwoners per vierkante kilometer (2005). Er is geen riolering, wel een waterleiding. Buiktyfus en paratyfus komen er veel voor.

## Naam
Vanaf 1935 viel het gebied officieel onder Batavia en werd het er een deel van na lange tijd een voorstad te zijn geweest met de naam Meester Cornelis. Na de soevereiniteitsoverdracht aan de Republiek Indonesië op 27 december 1949 werd de naam Batavia veranderd in Jakarta. Ook andere Europese namen werden veranderd. Het grondgebied Meester Cornelis, nu stadsdeel van Jakarta, werd hernoemd en heet sindsdien Jatinegara "land van het jati-hout". Oude bewoners van Jakarta noemen het nog steeds Mèstèr, naar de Portugese naam van meester Cornelis van Senen, de naamgever van het gebied. Alternatieve spellingen voor de naam zijn Djati Negara en Batinegara.

## Verdere onderverdeling
Het onderdistrict Jatinegara is verdeeld in 8 kelurahan:
1. Bali Mester, postcode 13310
2. Kampung Melayu, postcode 13320
3. Bidaracina, postcode 13330
4. Cipinang Cempedak, postcode 13340
5. Rawa Bunga, postcode 13350
6. Cipinang Besar Utara, postcode 13410
7. Cipinang Besar Selatan, postcode 13410
8. Cipinang Muara, postcode 13420

## Bezienswaardigheden
1. Gereja Koinonia, kerk gebouwd in 1911-1916, (voorheen beter bekend als Bethel kerk)
2. Pasar Mester, lokale markt
3. Cipinang Besar Cemetery (Chinees kerkhof)
4. Kampung Melayu busstation
5. Station Jatinegara

## Geboren
- E. du Perron (1899), Nederlands dichter, criticus en schrijver
- Wim Nota (1919), Nederlands atleet